# Pritchardia hirtipes
Pritchardia hirtipes är en tvåvingeart som först beskrevs av Macquart 1838.  Pritchardia hirtipes ingår i släktet Pritchardia och familjen rovflugor. Inga underarter finns listade i Catalogue of Life.